# Alum Anggota
Alum Anggota is een bestuurslaag in het regentschap Aceh Barat Daya van de provincie Atjeh, Indonesië. Alum Anggota telt 972 inwoners (volkstelling 2010).